# Westhouse-Marmoutier
Westhouse-Marmoutier település Franciaországban, Bas-Rhin megyében. Lakosainak száma 360 fő (2022. január 1.). Westhouse-Marmoutier Jetterswiller, Kleingœft, Knœrsheim, Landersheim, Lochwiller, Maennolsheim, Reutenbourg és Zeinheim községekkel határos.

## Népesség
A település népessége az elmúlt években az alábbi módon változott:
| Lakosok száma | 258  | 262  | 274  | 306  | 320  | 335  | 349  | 351  | 360  |
|               | 2013 | 2015 | 2016 | 2017 | 2018 | 2019 | 2020 | 2021 | 2022 |